# Hans-Ulrich Back
Pour les articles homonymes, voir Back.
Hans-Ulrich Back, né le 26 août 1896 à Sarrebruck et mort le 14 février 1976 à Hagen en Rhénanie-du-Nord-Westphalie, est un Generalmajor allemand qui a servi au sein de la Heer (armée de Terre) dans la Wehrmacht pendant la Seconde Guerre mondiale.
Il a été récipiendaire de la croix de chevalier de la croix de fer. Cette décoration est attribuée pour récompenser un acte d'une extrême bravoure sur le champ de bataille ou un commandement militaire avec succès.

## Biographie
Hans-Ulrich Back naît le 26 août 1896 à Sarrebruck.
Il est le fils du major général prussien Ulrich Back (1864-1947) et de son épouse Emmy Seebohm (1874-1915). Son père a servi dans le cadre des Mission militaire allemande de 1910 à 1917.
Après le déclenchement de la Première Guerre mondiale, Hans-Ulrich Back s'engage d'abord dans l'armée ottomane en juillet 1914. En septembre de la même année, il intègre l'armée prussienne, et est engagé dans le 74e régiment d'infanterie (de). De mi-décembre 1914 au 13 février 1915, il suit un cours de formation à Döberitz et est ensuite commandé pour un mois au bataillon d'infanterie d'instruction de Münster. À l'issue de sa formation, il rejoint son régiment sur le terrain et est blessé à plusieurs reprises lors des combats sur le front Est puis sur le front Ouest. Après avoir été promu lieutenant le 30 juillet 1915, Back sert dans son régiment pendant le reste de la guerre en tant que chef de section et de compagnie ainsi qu'officier d'ordonnance. Pour ses performances, Back reçoit les deux classes de la Croix de fer et l'insigne des blessés en argent.
Après la fin de la guerre et la démobilisation, Hans-Ulrich Back rejoint en février 1919 l'association de volontaires "Haase" ou le régiment de volontaires "Haupt". Il est ensuite intégré à la Vorläufige Reichswehr (armée provisoire), mais quitte le service militaire dès le 30 juin 1920, dans le cadre de la poursuite de la réduction des forces armées, en se voyant attribuer le caractère d'oberleutnant. Back entre alors dans la police et dirige notamment une centaine d'agents à Hanovre. Après avoir suivi, du 6 décembre 1934 au 22 janvier 1935, un stage tactique spécial à l'école de police régionale d'Eiche, Back est intégré à la mi-octobre 1935 dans l'armée de la Wehrmacht. Le 1er février 1931, il devint hauptmann et commandant de compagnie dans le régiment d'infanterie 60. Il est ensuite promu major le 1er janvier 1936 et lieutenant-colonel le 1er février 1939. Peu avant le début de la Seconde Guerre mondiale, on lui confie le commandement du 2e régiment de tirailleurs. Back est décoré de la croix de chevalier de la Croix de fer le 5 août 1940 pour ses performances pendant la campagne de l'Ouest.
Du 26 août 1940 au 19 juillet 1942, Back commande le régiment de tirailleurs 304, puis est muté dans la Führerreserve et nommé commandant de la 11e brigade d'infanterie blindée le 15 septembre 1942. Au cours de la guerre, après sa promotion au grade de général de division le 1er février 1944, il commande la 16e Panzerdivision, la 178e Panzerdivision et la 232e Panzerdivision. Lors des combats contre l'Armée rouge, Back est grièvement blessé en Autriche le 28 mars 1945. Il vit la fin de la guerre dans un lazaret.
Hans-Ulrich Back meurt en 1976 à Hagen.

## Promotions
| Fahnenjunker         | 4 août 1914       |
| Unteroffizier        | 3 février 1915    |
| Fähnrich             | 18 juin 1915      |
| Leutnant             | 30 juillet 1915   |
| Polizei-Leutnant     | 1er juillet 1920  |
| Polizei-Oberleutnant | 10 novembre 1921  |
| Polizei-Hauptmann    | 3 juillet 1936    |
| Hauptmann            | 15 octobre 1935   |
| Major                | 1er janvier 1936  |
| Oberstleutnant       | 1er février.1939  |
| Oberst               | 1er janvier 1942  |
| Generalmajor         | 1er février 1944. |

## Décorations
- Croix de fer (1914)
  - 2e classe (14 novembre 1914)
  - 1re classe (25 juillet 1915)
- Insigne des blessés (1914)
  - en noir
  - en argent (15 avril 1918)
- Croix d'honneur pour combattants 1914-1918 (9 novembre 1934)
- Médaille de l'Anschluss (8 novembre 1938)
- Médaille des Sudètes avec barrette du château de Prague
- Agrafe de la croix de fer (1939)
  - 2e classe (27 septembre 1939)
  - 1re classe (20 octobre 1940)
- Médaille du Front de l'Est
- Insigne d'assaut des blindés
- Croix de chevalier de la croix de fer
  - Croix de chevalier le 5 août 1940 en tant que Oberstleutnant et commandant du I./Schützen-Regiment 2[7].
- Mentionné dans le bulletin radiophonique des Armées : le Wehrmachtbericht le 31 janvier 1944